# Nuovo Cimento
Nuovo Cimento je niz fizikalnih strokovnih znanstvenih revij. Revijo so ustanovili leta 1855, ko sta Carlo Matteucci in Raffaele Piria začela objavljati Il Nuovo Cimento kot nadaljevanje Il Cimento, ki je bila ustanovljena leta 1844. Leta 1897 je postala revija uradna revija Italijanskega fizikalnega društva. Sčasoma se je revija razdelila na več podrevij:
- Nuovo Cimento A (1965–1999): osredotočena na fiziko delcev. Revija je nehala izhajati, ko se je leta 1999 združila z European Physical Journal.
- Nuovo Cimento B (1965–2010): osredotočena na teorijo relativnosti, astronomijo in matematično fiziko.
- Nuovo Cimento C (1978–sedanjost): osredotočena na geofiziko, astrofiziko in biofiziko.
- Nuovo Cimento D (1982–1998): osredotočena na fiziko trdnin, atomsko fiziko in molekularno biologijo. Revija je nehala izhajati leta 1998, ko se je združila z European Physical Journal.
- Supplemento al Nuovo Cimento (1949–1968): dodatek k Nuovo Cimento
- Lettere al Nuovo Cimento (1969–1986): niz za pisma in druge kratke publikacije. Revija je nehala izhajati leta 1986, ko se je združila z Europhysics Letters (sedaj EPL).
- Rivista del Nuovo Cimento (1969–sedanjost): objava preglednih člankov.